# Adolfo Martín-Gamero y González-Posada
Adolfo Martín-Gamero y González-Posada (Madrid, 13 de febrer de 1917 –Santander, 3 de setembre de 1987) va ser un diplomàtic i polític espanyol.

## Biografia
Era net del Adolfo González Posada i besnet de l'historiador Antonio Martín Gamero, va fer els estudis primària a la Institución Libre de Enseñanza i els va continuar a l'Institut-Escola. Es llicencià en Dret a la Universitat Central de Madrid i va ampliar estudis a França, Gran Bretanya i República Federal Alemanya.
Va ingressar en la carrera diplomàtica en 1946 i fou enviat com a secretari d'ambaixada a Dublín (1947-1951), Berna (1951-1955) i Pau (Occitània) (1955). El 1955 Fernando María Castiella el nomenà cap de l'Oficina d'Informació Diplomàtica del Ministeri d'Afers exteriors, i posteriorment, en 1968 va ser nomenat Cònsol general a Nova York, i entre 1962 i 1975 fou ambaixador d'Espanya al Marroc, on es va veure enmig del contenciós pel Sàhara Occidental la Marxa Verda. Va deixar el càrrec en 1975 per ser designat ministre d'Informació i Turisme i ocupar l'escó de procurador en Corts corresponent. Durant el seu mandat foren legalitzats diaris com El País i l'Avui.
El 1976 fou nomenat president del Consell Superior d'Afers exteriors. El 1979 fou nomenat novament ambaixador a Berna fins que es va jubilar el 1983. El 1985 es va veure implicat en un suposat delicte d'evasió de capitals amb el matrimoni García de Enterría i Santiago Muguiro Gil de Biedma, però després de declarar davant el jutge de delictes monetaris Luis Lerga González fou deixat en llibertat sense càrrecs.